# IC 1613
IC 1613 est une galaxie de notre Groupe local, probablement satellite de la galaxie d’Andromède. Elle fut découverte en 1906 par Max Wolf. Elle fut identifiée comme appartenant au Groupe local assez tôt, dès 1935.
IC 1613 est une galaxie naine irrégulière à faible brillance de surface. Elle combine des caractéristiques des galaxies spirales (pour la forme générale), des galaxies irrégulières et des naines sphéroïdes.